# Kênh Xáng Quản Lộ – Phụng Hiệp
Kênh Xáng Quản Lộ – Phụng Hiệp là một con kênh đổ ra Sông Gành Hào. Kênh có chiều dài 121 km. Kênh Xáng Quản Lộ – Phụng Hiệp chảy qua các tỉnh Hậu Giang, Sóc Trăng, Bạc Liêu, Cà Mau.

## Lịch sử
Kinh Quản Lộ – Phụng Hiệp là con kinh nối liền từ một đoạn sông ở tỉnh Cà Mau lên đến Ngã Bảy, thành phố Ngã Bảy, tỉnh Hậu Giang. Kinh này qua thị xã Giá Rai và các huyện Phước Long, Hồng Dân của tỉnh Bạc Liêu. Nhưng con kinh này được một số nhà nghiên cứu cho rằng có tên là Quan Lộ – Phụng Hiệp chớ không phải Quản Lộ – Phụng Hiệp. Nguyên nhân chủ yếu là do căn cứ vào sách Lịch sử khẩn hoang miền Nam của Sơn Nam hoặc vài bản đồ in thời Pháp thuộc. Trong sách nêu trên còn ghi rõ: “Gọi Quan Lộ vì kinh này khởi nguồn từ rạch Quan Lộ” (sách đã dẫn, Đông Phố, 1973, trang 268).
Con kinh này nối tới Ngã Bảy thuộc huyện Phụng Hiệp (tên gọi trước đây – nay thuộc thành phố Ngã Bảy, tỉnh Hậu Giang).
Nếu gọi xuôi chiều từ nơi bắt đầu đào đến nơi kết thúc thì phải gọi là kinh Phụng Hiệp – Quản Lộ bởi bắt đầu đào từ Ngã Bảy và kết thúc vào nơi tiếp giáp với rạch Quản Lộ. Nhưng do đã quen gọi là kinh Quản Lộ – Phụng Hiệp. Lại có cách gọi tắt là kinh Quản Lộ (theo sách đã dẫn của Sơn Nam thì lại gọi là kinh Quan Lộ).
Kênh Quản Lộ – Phụng Hiệp được khởi công vào năm 1905, đoạn bắt đầu từ Ngã Bảy (TP. Ngã Bảy, tỉnh Hậu Giang); nơi kết thúc giáp với rạch Quản Lộ thuộc tỉnh Cà Mau với tổng chiều dài 140 km; đoạn chảy qua địa phận tỉnh Bạc Liêu dài 48,5 km (qua thị xã Giá Rai và các huyện Phước Long, Hồng Dân).
Ban đầu, con kênh này được đào bằng thủ công từ Ngã Bảy đến Phố Dương. Đến năm 1908, tiếp tục được nạo vét thêm và đào tiếp đến rạch Quản Lộ bằng xáng. Do được đào bằng xáng nên còn được gọi là kênh xáng.
Thông thường, kênh đào được đào thẳng (nhất là nhìn trên bản đồ). Trên thực tế, tuy cơ bản là được đào thẳng nhưng vẫn có một số đoạn kênh đào là “nương” theo lòng sông rạch đã có sẵn. Kênh Quản Lộ – Phụng Hiệp cũng thế. Trên kênh Quản Lộ – Phụng Hiệp, chỉ có đoạn thuộc tỉnh Bạc Liêu là thẳng, còn đôi chỗ thuộc tỉnh Hậu Giang, Sóc Trăng cũng “quam quam”, riêng đoạn gần tới TP. Cà Mau do nương theo con rạch sẵn có là rạch Quản Lộ nên độ cong càng cao (dĩ nhiên đã được nạo vét và mở rộng ra thêm so với trước đây), sau đó mới tiếp tục đào thẳng thông kênh ra sông Gành Hào (thuộc phường 7, TP. Cà Mau).